# Adams Crest
Adams Crest är en bergstopp i Antarktis. Den ligger i Östantarktis. Australien gör anspråk på området. Toppen på Adams Crest är 1 950 meter över havet, eller 360 meter över den omgivande terrängen. Berget bredd vid basen är 10,9 km.
Terrängen runt Adams Crest är huvudsakligen kuperad. Trakten är obefolkad utan några samhällen i området. 